# Chiswick Park (London Underground)

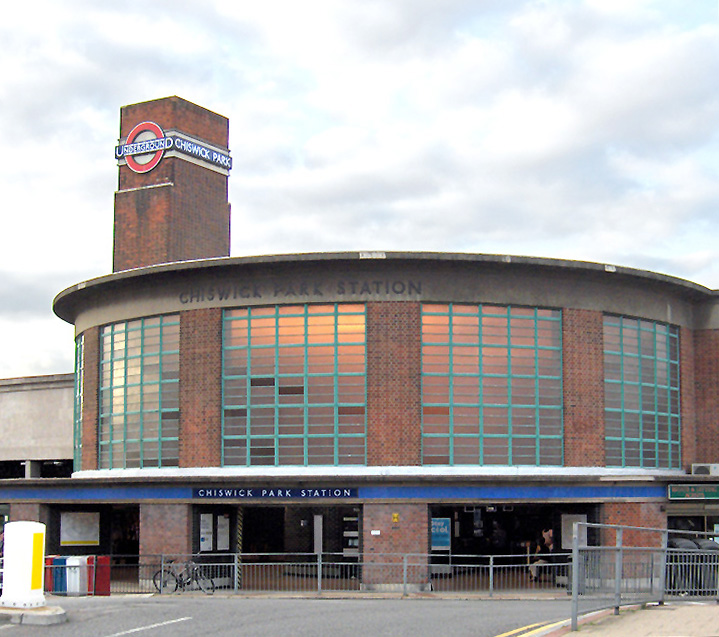
Stationsgebäude

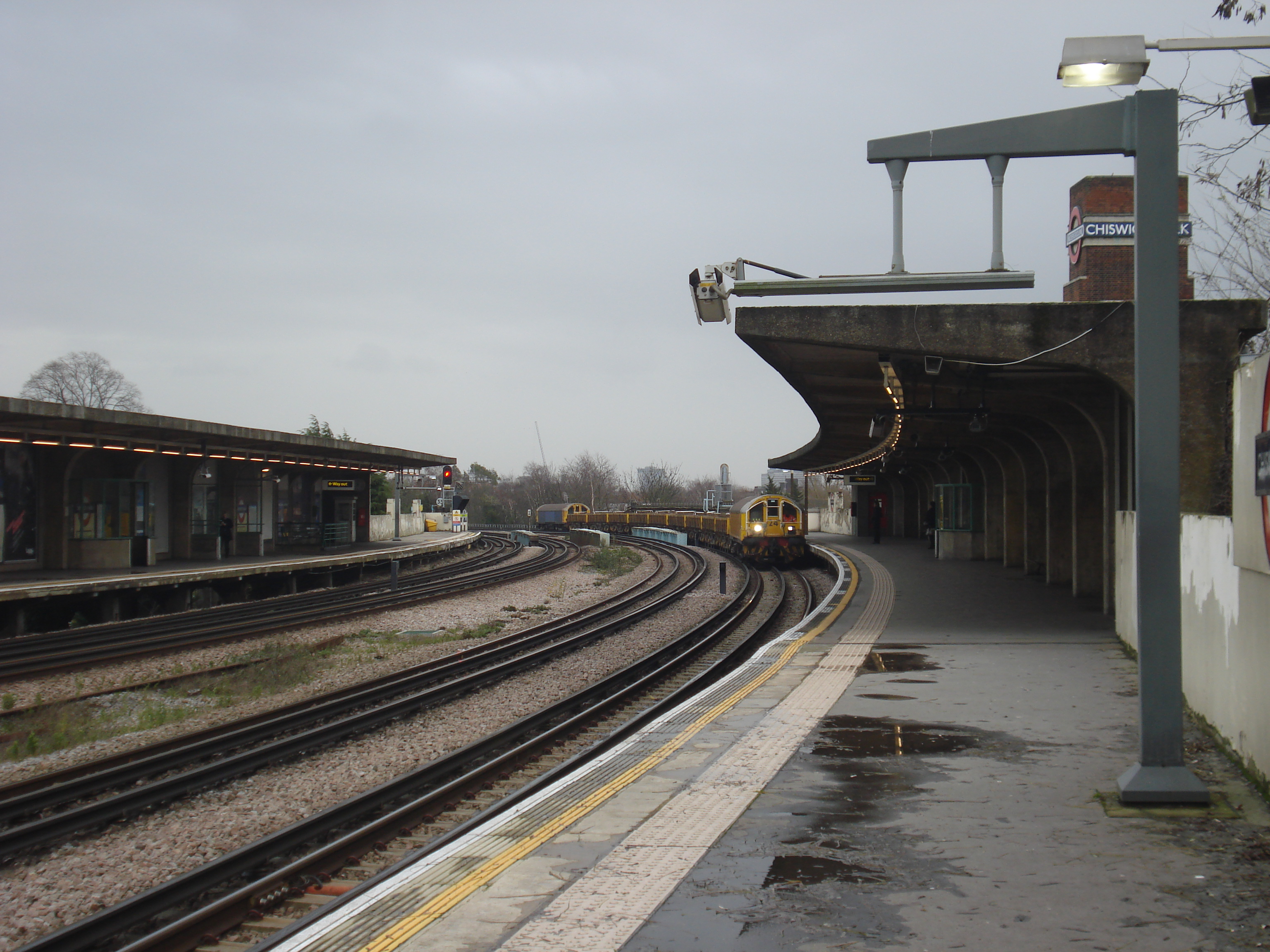
Bahnsteige

Chiswick Park ist eine oberirdische Station der London Underground im Stadtbezirk London Borough of Ealing. Sie liegt in der Travelcard-Tarifzone 3 an der Acton Lane und wird von Zügen der District Line bedient. Im Jahr 2014 nutzten 2,39 Millionen Fahrgäste die Station.
Eröffnet wurde die Station am 1. Juli 1879 durch die Metropolitan District Railway (Vorgängergesellschaft der District Line), an der neu errichteten Strecke von Turnham Green nach Ealing Broadway. Zunächst lautete der Stationsname Acton Green, nach einem Park in der näheren Umgebung. Dieser wurde im März 1887 in Chiswick Park & Acton Green geändert. Die Strecke, an der Chiswick Park liegt, wurde am 1. Juli 1905 elektrifiziert. Am 1. März 1910 erhielt die Station ihren heutigen Namen.
Das heute noch erhaltene Stationsgebäude entstand 1932 nach Entwürfen von Charles Holden. Vorlage war dabei der von Alfred Grenander entworfene U-Bahnhof Krumme Lanke in Berlin. Auffälligstes Merkmal ist die halbrunde Schalterhalle mit großflächigen Obergaden. Darüber erhebt sich ein hoher quadratischer Turm aus roten Ziegelsteinen. Anlass des Umbaus war die Verlängerung der Piccadilly Line von Hammersmith aus in Richtung Westen, wobei die Piccadilly Line den Haltepunkt Chiswick Park ohne Halt passiert. Dazu wurden zwei weitere Gleise zwischen jene der District Line angelegt. Seit 1987 steht das Gebäude unter Denkmalschutz (Grade II).